# Маджапахит
Империя Маджапахи́т (яв. ꦏꦫꦠꦺꦴꦤ꧀ꦩꦗꦥꦲꦶꦠ꧀ Karajan Majapait, санскр. विल्व तिक्त, малайск. и индон. Kemaharajaan Majapahit, балийск. ᬧ᭄ᬭᬚᬫᬚᬧᬳᬶᬢ᭄ Raja Majapahit, сунд. ᮊᮛᮏᮃᮔ᮪ᮙᮏᮕᮠᮤᮒ᮪ Karajaan Majapahit, кит. 满者伯夷王国, тайск. อาณาจักรมัชปาหิต) — последнее индуистское королевство в Индонезии в 1293—1520 годах. Островная империя, столица которой — город Маджапахит (ныне деревня Тровулан) — находилась на восточном побережье Явы. Основателем империи был Виджая, принц Сингасари из династии Раджаса. Во время существования государства средневековая Индонезия достигла наибольшей централизации.

## История

### Золотой век государства
В 1292 году монголо-китайские войска высадились на Яву, чтобы отомстить за послов Хубилая, которых оскорбил Кертанагара — правитель Сингасари. Пока Хубилай собирал карательную экспедицию, Кертанагара был убит Джайякатвангом — мятежным правителем вассального княжества Кедири, который захватил власть в государстве Сингасари. Зять Кертанагары Виджая выразил покорность монголам, чтобы с их помощью разгромить Джаякатванга, а после этого поднял против них мятеж и прогнал с острова. Виджая построил новую столицу и основал государство Маджапахит. Опираясь на наиболее экономически развитые регионы Явы (центральные, восточные и северные), правитель Маджапахита начал постепенное объединение окружающих островов, архипелагов и феодальных государств под своей властью. Виджая укрепил и расширил влияние Явы на соседние острова, укрепил торговые связи. Под управлением Виджаи новое королевство установило контроль над Бали, Мадурой, Малайей и Танджунгпурой.
Однако правителю не желали подчиняться знатные яванские феодалы. Ещё в 1295 году поднял мятеж Рангга Лаво, затем при Виджае восставали Сора (1298—1300), при сыне Виджаи, Джаянагаре — Намби (1309—1316), а после его смерти — Кути (1319). Шла жестокая борьба за централизацию государства. В её ходе особо выделился Гаджа Мада, талантливый дипломат и предприимчивый политик. В 1331 году он стал главным министром (мапатихом). В том же году были подавлены последние мятежи феодалов, и Маджапахит стал полноценным централизованным государством. Была проведена земельная реформа, в результате которой вся земля стала принадлежать государству, была упорядочена налоговая эксплуатация крестьян, была разработана новая система наделения землёй служащих феодалов. Также был создан новый свод законов.
Вся Ява объединилась под властью правителя Маджапахита. Позже к империи были присоединены наиболее развитые районы Мадуры, Суматры, Сумбавы, Сулавеси, Калимантана, Молуккских островов и Малаккского полуострова. В результате произошло смешение религий: шиваизм сосуществовал с буддизмом и местными верованиями, верховным богом считалось синкретическое божество Шива-Будда.
На захваченных территориях императоры Маджапахита не проводили репрессий, а просто требовали регулярной выплаты дани. Пика могущества королевство достигло в середине XIV века под управлением короля Хаяма Вурука и его первого советника, Гаджи Мады. Некоторые учёные считают, что королевство занимало всю территорию современной Индонезии, другие, напротив, утверждают, что территория государства ограничивалась восточной Явой и Бали. В любом случае империя стала очень могущественной в регионе и поддерживала дипломатические связи с Китаем, Чампой, Камбоджей, Вьетнамом и Таиландом.

### Распад империи
Однако золотой век государства был быстротекущим. В XV веке империя начала приходить в упадок. На севере Явы многие города сильно выросли и возвысились, став богаче и влиятельней. Их наместники всё чаще отказывались подчиняться королю, пользуясь своей властью и богатством. Со временем, покорив не только город, но и весь регион, подчиняющийся ему, наместник превращался в князя. С купцами с Ближнего Востока на остров попал ислам, который князья охотно принимали. Теперь их целью была борьба с королём за свою независимость. В этой борьбе Маджапахит проиграл, и многочисленные мусульманские княжества на севере Явы превратились в государства.
Ослаблением империи воспользовались её колонии и в других регионах. Маджапахит потерял свои владения на многих островах, а с ними — и контроль над торговыми путями. Начались многочисленные междоусобные войны, в основном между городами и княжествами, которые вышли из-под подчинения правителю. В 1451 году династия Виджаев прекратила управление страной. В 1478 году на севере Явы теперь независимые княжества образовали коалицию мусульман, которая захватила столицу Маджапахита. В 1516 году государство Маджапахит последний раз упоминается в летописях, и, как утверждают учёные, оно распалось ок. 1520 года.
С распадом Маджапахита на Яве и прилегающих островах многие десятилетия шли войны и междоусобицы. В их результате возникли несколько влиятельных княжеств и государств, это Матарам, Тидор, Тернате, Баламбаган и Бантам. Ослабление Индонезии позволило португальцам с лёгкостью покорить этот регион.

## Правители
- 1293—1309 гг. Раден Виджая
- 1309—1328 гг. Джаянегара
- 1328—1350 гг. Трибхуване
- 1350—1389 гг. Хаям Вурук
- 1389—1429 гг. Викрамавардхана
- 1429—1447 гг. Сухита
- 1447—1451 гг. Бравиджайя I
- 1451—1453 гг. Бравиджайя II
- 1456—1466 гг. Бравиджайя III
- 1466—1468 гг. Бравиджайя IV
- 1468—1478 гг. Бравиджайя V
- 1478—1489 гг. Бравиджайя VI
- 1489—1527 гг. Бравиджайя VII

## Экономика

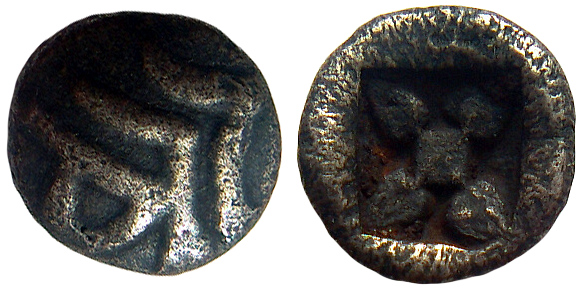
Монета 1 масса. Серебро, на аверсе номинал «MA» на нагари, на реверсе цветок сандалового дерева.

Империя существовала на островах, которые находились на торговых путях. Её существование способствовало развитию торговых отношений между самой империей, Китаем, Индией и Ближним Востоком. Маджапахит был транзитным государством и местом обмена товарами одновременно. Сам Маджапахит продавал на рынке ценные породы деревьев, олово, пряности, рис, изделия домашнего обихода и т. д. Все эти товары попадали в империю в виде дани от соседних мелких государств и различных феодалов, а также в виде поборов с крестьян и ремесленников. И те, и другие, обязаны были уплатить государству налог размером в 1/10 собранного урожая или созданных ремесленных изделий.
Внутри страны также рос и поощрялся правительством товарообмен, например, рис из центральных районов Явы шёл на запад и восток острова, вывозился на Молуккские острова откуда привозились пряности. На восточном побережье Явы было множество солеварен, которые снабжали империю солью. В связи с ростом ремесла в городах некоторые крестьяне меняли часть урожая на сельскохозяйственные изделия и т. д.
Из Маджапахита на внешний рынок, кроме собранной дани и поборов, вывозились также батик, медная и бронзовая посуда, циновки, парча, украшения, произведения искусства из ценных пород дерева, яванские кинжалы (крисы) и т. д.
Периодически чеканились свои серебряные и золотые монеты.

## Внутреннее устройство
Выше всех в стране был император. Он был крупнейшим землевладельцем, а после реформ Гаджа Мады — верховным владельцем всех земель империи, а вассальные князья, ранее являвшиеся наследственными держателями своих земельных наделов — губернаторами и наместниками. Они управляли огромными провинциями и округами, на которые делилась территория Маджапахита, при этом сочетая фискальные, административные и судебные функции, будучи ответственными перед пати — правой рукой императора. Также у императора был главный министр — мапатих. Он помогал ему управлять страной, хотя бывали и исключения, когда власть брал в свои руки либо сам император, либо мапатих.
Отдельные земельные наделы доставались в пользование монастырям. В стране было несколько религий, в том числе и смешанных, но наибольшей популярностью пользовались шиваизм и буддизм. Верхушка духовенства этих религий жила при дворе императора и принимала участие в императорском совете.
Простые земледельцы по-прежнему жили общинами. Яванская община коллективно пользовалась землёй, которая периодически давалась в пользование отдельным её членам. В самой общине процветало натуральное хозяйство, но возникало и неравенство. Ею управлял выборный староста, которого со временем стали назначать местные феодалы. Также со временем стало расти ремесло с целью обеспечения армии и торговли.

## Культура
В Маджапахите развивались изобразительное искусство и литература. В XIV веке в государстве искусство достигло своей высшей точки развития.
Среди талантливых поэтов империи были Прапанча, прославившийся своей поэмой «Нагаракертагама», посвящённой Хаяму Вуруку, и Тантулар. Кроме написания собственных литературных произведений при дворе императора широко приветствовался перевод произведений с санскрита на яванский. Также особого развития достигло составление и написание хроник, таких как «Книга царей Тумапеля и Маджапахита», появившаяся в конце XV века.
Важную составляющую культуры Маджапахита представляли театральное искусство, музыка и танцы. На Яве обязательным атрибутом на всех праздниках были танцы и оркестр, называемый «гамелан», а император при дворе всегда имел целые балетные труппы. Развивался и «ваянг» — театр теней. Его репертуар был основан на индийском эпосе, фигурки были вырезаны из буйволовой кожи по особым канонам, их вырезание было отдельным ремеслом. Архитектура и скульптура также добились некоторых успехов.